# Psammodius bilyi
Psammodius bilyi är en skalbaggsart som beskrevs av Rakovic 1994. Psammodius bilyi ingår i släktet Psammodius och familjen Aphodiidae. Inga underarter finns listade i Catalogue of Life.